# 월인석보 권17~18
월인석보 권17~18(月印釋譜 卷 十七~十八)은 대한민국 강원특별자치도 홍천군 영귀미면, 수타사에 있는 조선시대의 목판본 책이다. 1983년 5월 7일 대한민국의 보물 제745-5호로 지정되었다.

## 개요
『월인석보』는 『월인천강지곡』과 『석보상절』을 합하여 세조 5년(1459)에 편찬한 불교 대장경이다. 석보는 석가모니의 년보 즉 그의 일대기라는 뜻이다. 조선 세종 28년(1446) 소헌왕후의 명복을 빌기 위해 아들인 수양대군(후의 세조)이 불교서적을 참고하여 한글로 번역하여 편찬한 것이 곧 『석보상절』이다. 세종 29년(1447) 세종은 『석보상절』을 읽고 각각 2구절에 따라 찬가를 지었는데 이것이 곧 『월인천강지곡』이다.
월인석보 권17~18(月印釋譜 卷 十七~十八)은 세조 때 처음 간행된 초간본으로, 2권 1책이다. 본래 강원도 홍천의 수타사 인왕문에 있는 사천왕상의 배부분에서 발견되었다. 권 17은 전부가 완전하며, 권 18은 제87장 하부가 없어졌으나 보존상태는 양호하다. 내용은 권 17은 『월인천강지곡』 제311장에서 제317장까지이며 권 18은 제318장에서 제324장까지 해당되는 내용이다.

## 같이 보기
- 수타사
- 월인석보
- 홍천 수타사 소조사천왕상 - 강원도 유형문화재 제121호

## 참고 자료
- 월인석보 권17~18 - 국가유산청 국가유산포털